# Usul al-fiqh
Uṣūl al-fiqh (in arabo أصول الفقه‎?, letteralmente origini/fondamenti della giurisprudenza islamica) costituisce lo studio sulle origini, fonti e principi sui quali è basata la giurisprudenza islamica. In senso stretto, esso fa riferimento alle questioni che sono alla base della legge islamica. In senso esteso, comprende lo studio della logica filosofica del diritto e le procedure attraverso cui la legge applicabile a casi particolari è derivata dalle fonti.

## Le quattro maggiori fonti
Nell'Islam classico sunnita, esistono quattro fonti principali di giurisprudenza: Corano, Sunna, Ijmāʿ (consenso) e qiyās (analogia).
Esiste una certa controversia tra i giuristi sunniti per quanto riguarda ijmāʿ e qiyās. Gli  zahiriti, in particolare, respingono tutte le forme di qiyās e accettano solo l'ijmāʿ al-Ṣaḥāba (consenso dei Compagni del Profeta).

## Contributi di al-Shāfiʿī
Al-Shāfiʿī  (767-819) documentò una forma sistematizzata di uṣūl, sviluppando una coesa procedura sistematica per il ragionamento giuridico. Il suo approccio era in contrasto con la metodologia hanafita che aveva determinato le fonti dai detti e dalle azioni dei Compagni e dei Seguaci del Profeta. Inoltre elevò la Sunna (del Profeta) a una condizione di eccellenza, seconda solo al Corano e ne limitò il suo utilizzo legale quando, a suo parere, ci fosse stata la possibilità di ricorrere alla tradizione di Maometto, abbassando quella dei Compagni e delle successive generazioni di musulmani. 
Prima di al-Shāfiʿī, le argomentazioni giuridiche, comprese le motivazioni personali soffrivano di gravi incoerenze. Al-Shāfiʿī è conosciuto per aver scritto la Risāla, un ottimo esempio di applicazione di logica alla giurisprudenza islamica.

## Fiqh dellaShīʿa
Nella Shīʿa (sciismo), il qiyās non è riconosciuto come fonte. Su questo vi sono due interpretazioni.
- Secondo la visione dei duodecimani akbarī, le uniche fonti della Legge islamica sono il Corano e i ḥadīth, e casi non esplicitamente coperti da uno di questi libri debbono essere considerati come non previsti.

- Secondo la maggioranza dei duodecimani uṣūlī, è legittimo ricercare principi generali per induzione, in modo da intervenire nei casi non espressamente previsti. Questo processo è conosciuto come ijtihād (sforzo interpretativo) e ʿaql (ragione) che è riconosciuto come fonte di diritto. Si differenzia dal sunnita qiyās, nel senso che non si limita ad contemplare il caso dell'accordo tra giurisperiti ma richiede che un principio generale debba essere razionalmente argomentato e sostenuto.

Nei casi dubbi, la legge spesso non deriva da principi sostanziali indotti da norme esistenti, ma da presunzioni procedurali (uṣūl ʿamaliyya) concernenti probabilità fattuali. Un esempio è la presunzione di continuità: se una persona sa che un determinato stato di cose, come la purezza rituale, ad un certo punto esisteva in una fase passata, ma non si ha alcuna prova che esista ancora, si può presumere che la situazione non sia cambiata.
L'analisi di probabilità costituisce una gran parte della scienza sciita degli uṣūl al-fiqh, ed è stata sviluppata da Muhammad Baqir Behbahani (1706-1792) e dallo sceicco Murtada al-Ansari (m. 1864).